# Slavianka (kraï du Primorié)
Slavianka (en russe : Славя́нка, [sɫɐˈvʲankə], en chinois traditionnel : 土拉子, Tulazi) est une commune urbaine de l'Extrême-Orient de la Russie, située dans le raïon de Khassan dans le sujet du kraï du Primorié. Située sur la rive sud du golfe de Slavianka, le territoire du village fait partie de la péninsule de Bruce (ru), sur un isthme montagneux. Slavianka se situe dans un renfoncement de son golfe, et au sud, la grande baie des Cormorans s'ouvre. Le littoral de la commune urbaine est entourée d'eau à part à l'ouest, alternant entre plages, criques et plages. Son port, au sein du renfoncement, est protégé des tempêtes du golfe de Pierre-le-Grand, grand golfe du sud du Primorié.
Cette situation privilégiée justifie la présence de l'Homme dès le XVIIe siècle, avec un village de Jürchens sauvages nommé « Tulazi ». Village conquis au début des années 1610 par les Jürchens de Nurhachi, l'histoire de ce village se perd dans les années à venir. Lorsque l'Empire russe prend possession du Primorié lors de la Convention de Pékin en 1860, il commence la colonisation du territoire. En mai 1861, l'avant-poste militaire de Toulamou (en russe : Туламу) est fondé, qui est très vite renommé post Slavianski (en russe : пост Славянский), avant d'obtenir le nom de Slavianka en 1869. Pendant les années soviétiques, le village devient un centre de construction navale, et les Khrouchtchevka fleurissent.
Mais à la fin du XXe siècle et au XXIe siècle, avec la dislocation de l'URSS, la crise économique ralentit les chantiers navals, et l'économie locale chute considérablement. Confrontée de plus à la perte de près de la moitié de sa population en seulement trente ans, Slavianka cherche à se réorienter vers le tourisme, grâce à son littoral sur la mer du Japon.
Une première fois chef-lieu du raïon de Khassan entre 1927 et 1928, la commune urbaine perdu ce statut en 1928. Mais en 1971, le centre administratif revint à Slavianka, et la commune urbaine est aujourd'hui chef-lieu du raïon, bien que le nom du raïon fait toujours référence à Khassan.

## Géographie

### Situation administrative
La commune urbaine de Slavianka se trouve dans le kraï du Primorié, kraï du sud-est de de l'Extrême-Orient en Russie. Faisant partie du district fédéral extrême-oriental, elle se trouve à 49 km au sud-ouest de Vladivostok, la capitale du district et du kraï, et à 6 409 km à l'est de Moscou.
Slavianka est l'une des trente-sept localités du raïon de Khassan, avec comme chef-lieu Slavinaka. Slavianka est rattachée à la commune urbaine de Slavianka, une municipalité qui comporte en tout six villages (Baza Krouglaïa, Bambourovo, Poïma, Romachka, Riazanovka et Slavianka).
|  | Rybak              | Golfe de Slavianka |
|  | Slavianka          | Baza Krouglaïa     |
|  | Baie des Cormorans | Baie des Cormorans |

### Situation géographique

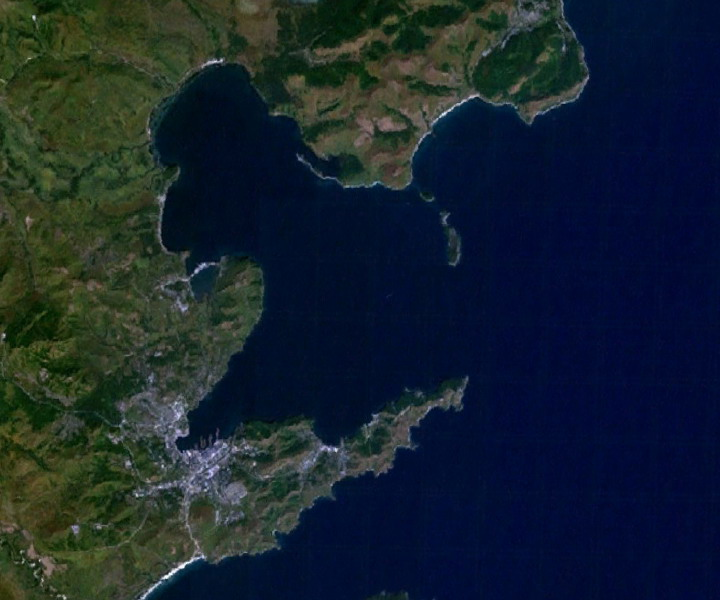
Slavianka et son golfe.

Concernant la géographie, Slavianka se trouve au Primorié, une région géographique allant de la rive sud de l'Amour jusqu'au golfe de Pierre-le-Grand, région faisant partie de la Mandchourie-Extérieure. Le village se trouve dans le raïon de Khassan, la partie la plus méridionale et la moins large, coincée à l'ouest par les montagnes mandchoues-coréennes et à l'est par le golfe de Pierre-le-Grand.
Slavianka est baignée par le golfe de Slavianka, un golfe du golfe de Pierre-le-Grand. Le village se trouve au début de la péninsule de Bruce (ru), sur le rivage sud de son golfe. Au sud de la péninsule se trouve la grande baie des Cormorans. À l'ouest du village se trouve le mont Slavianka, haut de 158 m. Le rivage est découpé, alternant sur la péninsule entre criques et falaises.

Carte OSM de Slavianka

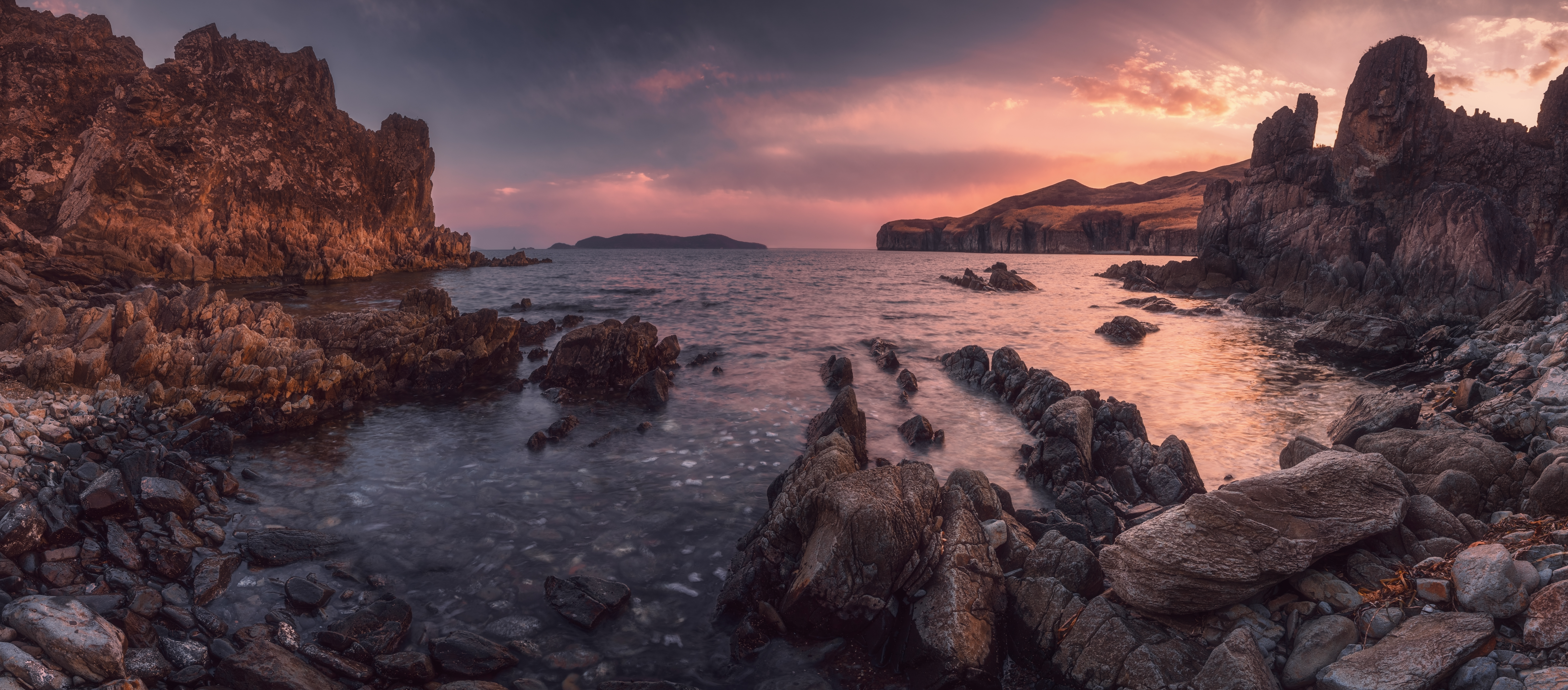
Rivage de Slavianka de la péninsule de Bruce sur la baie des Cormorans

### Climat
Le climat de la ville est un climat tempéré de mousson, avec des hivers assez rigoureux et des printemps frais et prolongés. L'hiver est ensoleillé, avec peu de jours de précipitations, et la mer du Japon permet d'adoucir les températures, même en hiver. Les précipitations sont importantes en été, avec parfois des typhons.
| Mois                              | jan. | fév. | mars | avril | mai  | juin | jui.  | août  | sep. | oct. | nov. | déc. | année |
| --------------------------------- | ---- | ---- | ---- | ----- | ---- | ---- | ----- | ----- | ---- | ---- | ---- | ---- | ----- |
| Température minimale moyenne (°C) | −14  | −11  | −4   | 1     | 6    | 11   | 16    | 17    | 13   | 5    | −4   | −11  | 1,25  |
| Température moyenne (°C)          | −9   | −6   | 0    | 5     | 10   | 14   | 18    | 20    | 16   | 10   | 1    | −7   | 6     |
| Température maximale moyenne (°C) | −5   | −2   | 3    | 9     | 14   | 17   | 21    | 23    | 20   | 14   | 4    | −3   | −8,75 |
| dont pluie (mm)                   | 1,7  | 2,3  | 6,3  | 30,1  | 56,2 | 78,5 | 108,1 | 108,6 | 78,2 | 38,1 | 16,1 | 3,6  | 530,2 |
| dont neige (cm)                   | 52,5 | 52,1 | 56,2 | 19    | 2,6  | 0    | 0     | 0     | 0    | 4,4  | 45   | 58,2 | 290   |

| Mois                     | jan. | fév. | mars | avril | mai | juin | jui. | août | sep. | oct. | nov. | déc. | année |
| ------------------------ | ---- | ---- | ---- | ----- | --- | ---- | ---- | ---- | ---- | ---- | ---- | ---- | ----- |
| Température moyenne (°C) | 1    | 0    | 1    | 3     | 8   | 13   | 17   | 20   | 19   | 14   | 8    | 3    | 8,92  |

## Histoire

### Histoire mandchoue
Au XVIIe siècle se trouvait à l'emplacement de Slavianka un village nommé « Tulazi » (en chinois traditionnel : 土拉子), qui était peuplé de Jürchens sauvages. Les Jürchens sauvages étaient les Jürchens vivant le plus au nord, depuis le golfe de Pierre-le-Grand jusqu'au fleuve Amour. Ils étaient aussi opposé à l'unification des Jürchens menée par Nurhachi, mais ces tribus furent vaincues au cours des années 1610, et le village intégré aux Jürchens en 1617. L'histoire du village se perdit ensuite.

### Empire russe
La fondation du village de Slavianka est associé au développement de la côte méridionale du Primorié, qui a commencé pendant les années 1850 et 1860 du XIXe siècle. À la suite des traités inégaux d'Aïgoun et de Pékin, le premier en 1858 et le second en 1860, la Russie acquiert la Mandchourie-Extérieure, avec dans le second le Primorié. La frontière est fixée le long de l'Oussouri, traversant le lac Khanka, puis en empruntant la ligne de crête des montagnes mandchoues-coréennes jusqu'au fleuve Tumen. La frontière crée un corridor géographique dans la partie la plus méridionale du Primorié, entre les montagnes mandchoues-coréennes et le golfe de Pierre-le-Grand.
Ces traités permettent de servir les intérêts russes, qui grandissaient depuis plus d'un siècle. Les premières expéditions de cartographie remontent au XVIIIe siècle au Primorié, et ont continué au XIXe siècle. En 1854, la carte depuis le Tumen jusqu'à la péninsule de Gamov (ru) est effectuée, détaillant toutes les baies et criques, puis d'autres sont faites à la fin des années 1850. Ces cartes ont permis de jeter les bases des futures villes et villages de la région. Le 11 avril 1860, le village de Possiet est fondé (nommé alors Novgorodski), et Vladivostok le devient le 2 juillet 1860.
Pour le golfe de Slavianka, des navires de guerre britanniques, la frégate Winchester et le bateau à vapeur Barracuda ont exploré le golfe de Pierre-le-Grand et ses baies. Ils donnèrent le nom à la péninsule de Bruce, et appelèrent le golfe de Slavianka le golfe de Bruce. Il fut à nouveau visité par l'expédition de l'Oussouri en 1859, menée par le général Konstantinovitch Faddeïevitch Bydogosski (ru). Cette expédition avait pour but de cartographier le littoral de la mer du Japon ainsi que de démarquer la future frontière avec la Chine. Cette expédition renomma les noms donnés par les anglais, en donnant le nom de « golfe slave » (en russe : Славянский залив) au golfe.

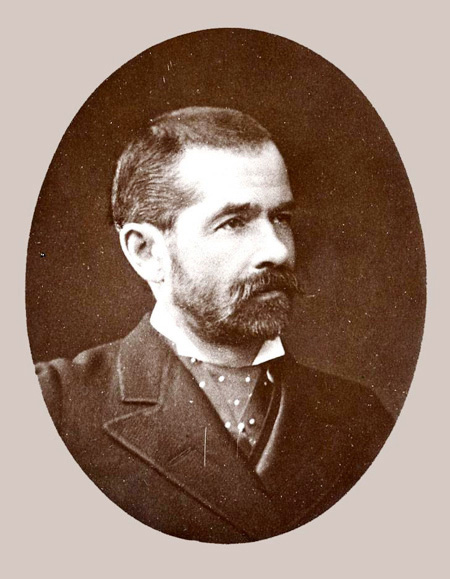
Ivan Likhatchev

À l'été 1860, alors que Novgorodski avait été fondé, la recherche de bois pour la construction était devenue importante. e bois était de mauvaise qualité à Novgorodski, et après avoir cherché le long de la côte, le lieutennant de la corvette Griden, Goustav Khristoforovitch Egercheld (ru), trouva une forêt dans le golfe slave. Entre le 24 juillet et le 1er août, ils récoltèrent le bois avant de retourner à Novgorodski. Outre le bois, l'intérêt pour le golfe était important, car il était une étendue abritée parfait pour le mouillage entre Vladivostok et Novgorodski.
En 1861, l'amiral Ivan Fiodorovitch Likhatchev (it), qui avait fondé Possiet l'année passé, envoya 7 soldats de la 3e compagnie du 4e bataillon linéaire afin de fonder un avant-poste militaire sur le rivage de cette baie. L'intention de fonder le poste fut dite le 29 avril 1861, dans une lettre du capitaine d'État-major Ivan Frantsevitch Tcherkavski (ru) adressée à au général Boleslar Kazimirovitch Koukel (en), et le village fut fondé début mai.
Le village s'appelait d'abord Slavianskaïa (littéralement : village du golfe slave), avant d'être renommé Toulamou, en essayant d'imiter le nom mandchou. Dans la même année, le nom fut encore changé, en post Slavianski (en russe : пост Славянский). Le poste fut ravitaillé par bateau la première fois le 24 mai 1861 par le Ridder, un bateau qui faisait des rotations régulières entre Novgorodski et Vladivostok. Le village devint une étape sur les trajets vers Novgorodski depuis Vladivostok, même s'il était avant tout un avant-poste militaire. En 1869, le village fut renommé Slavianka.
Pendant les années 1890, le village s'est élargi, possédant alors une station télégraphique, une épicerie et d'autres commerces, un relais postal et la caserne d'une compagnie militaire. La population était à ce moment-là encore majoritairement militaire. Sur les 999 habitants du village lors du recensement de l'Empire russe de 1897, seules 51 étaient des femmes. La même année, une autre caserne fut construite pour une centaine de cosaques de l'Oussouri.
La population civile était faible, et majoritairement coréenne. Ils étaient des Koryo-saram, des coréens qui fuyaient la domination japonaise de la Corée, et qui était arrivé dans les années 1860 au Primorié. Les Coréens vivaient de l'agriculture et de la pêche.
Slavianka, tout comme de nombreux villages de l'actuel raïon de Khassa, étaient appelés des ourotchichtche (en russe : урочище), soient des villages, à caractère urbain, majoritairement peuplés de coréens.

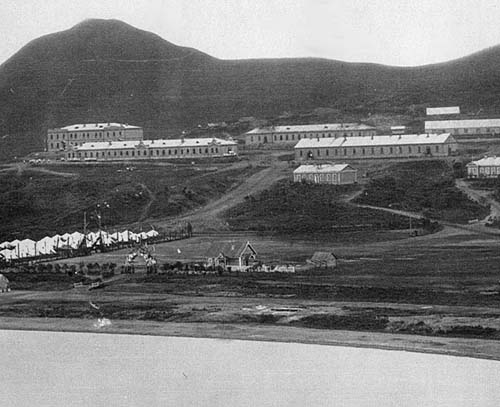
Slavianka en 1900.

Au début du XXe siècle, le village disposaient d'entrepôts, magasins, d'artisans. Des colons civiles russes s'y sont établis, majoritairement des anciens soldats y prenant leur retraites. Les premières maisons en pierre apparurent, en 1907, 1908 personnes vivaient à Slavianka. Il y a avait une église, une école paroissiale, une infirmerie militaire de 26 lits et une banque. Deux fois par semaine, les navires effectuant la liaison Vladivostok - Possiet y faisaient escale.
En 1911 fut construit le phare de Bruce sur la péninsule de Bruce.

### Période soviétique
Après l'établissement du pouvoir soviétique, le village était peuplé de 447 habitants (1925) , avec quelques paysans. Le village disposait d'un bureau de poste, d'un poste télégraphique et d'un téléphonique, de 5 magasins privés, d'une coopérative et d'une école avec 2 enseignants.
Le 4 janvier 1926, le selsoviet de Slavianka fut formé, avec Slavianka comme chef-lieu. Le village devenu aussi le chef-lieu du raïon nouvellement formé de Possiet en 1927 (aujourd'hui raïon de Khassan), avant de perdre ce dernier statut l'année suivante.
Une ferme collective en tant que pêcherie fut fondée en 1927, et en même temps, une usine de transformation du poisson fut ouverte.

Le 29 avril 1943, Slavianka obtint le statut de commune urbaine.

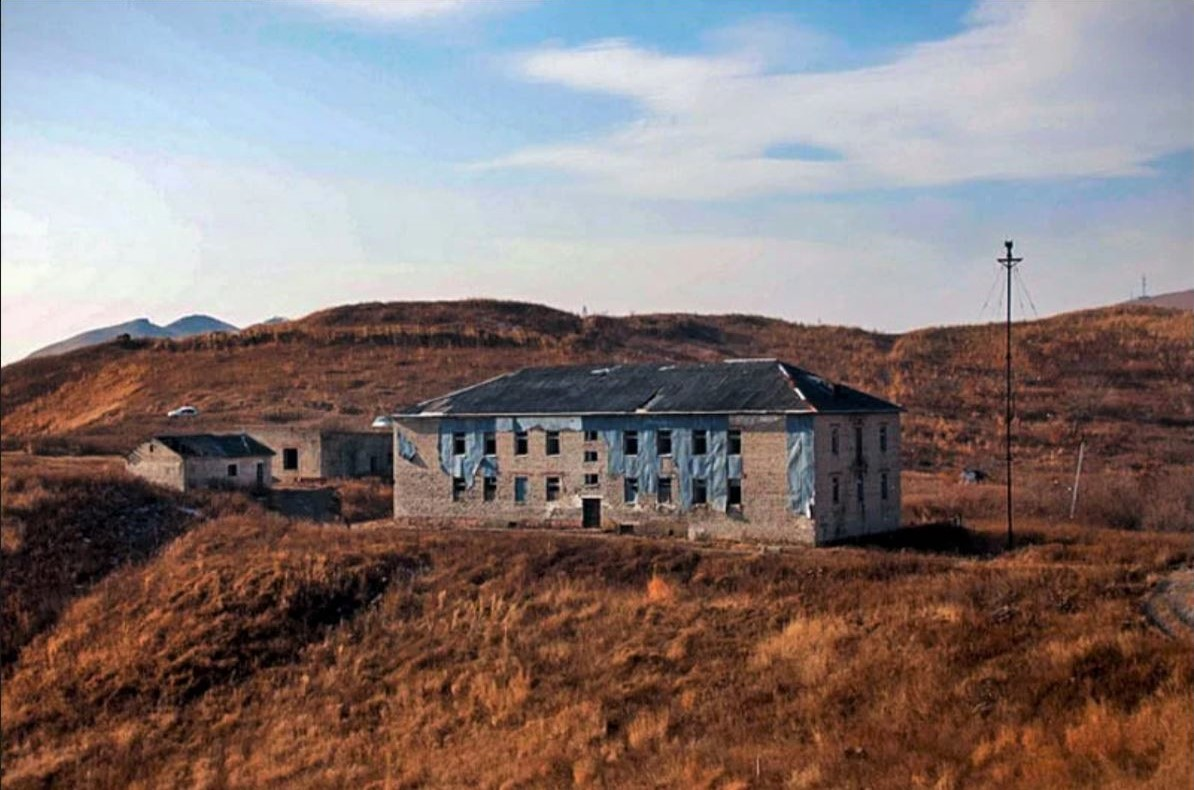
Bâtiment de l'ère soviétique en ruines.

Le développement du village commença dans les années 1960, lorsque les décrets du conseil des ministres de l'URSS n°210 du 07.12.1963 et n°2 du 04.10.1965 furent publiés, créant les chantiers navals de Slavianka. À ce moment-là, le village disposait déjà du chemin de fer, la ligne de Razdolnoïe à Khassan ayant déjà été achevé. Parallèlement à la construction des chantiers navals, des usines, écoles, logements et autres sortirent de terre, sans compter l'usine de poisson, la ferme d'État de fourrures, etc.
Un cinéma de 600 places fut ouvert, tout comme 71 000 m² de logements, un bâtiment administratif nommé la Maison des Soviets, une école professionnelle, et une maison de la culture. Au total, près de 40 millions de roubles ont été investis à Slavianka.
En 1971, le village redevenu le chef-lieu du raïon de Khassan.

### Fédération de Russie
Les années 1990 ont été dures pour Slavianka, avec l'effondrement de l'URSS qui a entraîné l'arrêt des subventions. Sa population a chuté de près de moitié en 30 ans, passant d'environ 17 000 habitants en 1989 à environ 10 000 en 2021. Mais cette dernière décennie, la commune urbaine cherche à se relever, en se tournant vers d'autres secteurs. Les chantiers navals n'ont pas fermée, bien que la production a fortement ralenti.
En 2006, le village a été intégré à la municipalité de la commune urbaine de Slavianka avec cinq autres villages.
Selon la municipalité, Slavianka devrait devenir une ville satellite de Vladivostok. La municipalité prévoit la création d'un nouveau parc immobilier, avec la rénovation complète du centre-ville. La construction d'un complexe sportif est planifié, tout comme un future parc. Des usines de boissons et d'agroalimentaire devraient voir le jour, tout comme la construction d'une gare maritime.

## Population et société

### Démographie
Recensements (*) et estimations de la population,,,:
| 1897* | 1907  | 1915 | 1926* | 1959* | 1970* | 1979*  | 1989*  |
| ----- | ----- | ---- | ----- | ----- | ----- | ------ | ------ |
| 999   | 1 908 | 300  | 622   | 3 514 | 6 437 | 11 475 | 17 325 |

| 2002*  | 2004   | 2005   | 2006   | 2007   | 2008   | 2009   | 2010*  |
| ------ | ------ | ------ | ------ | ------ | ------ | ------ | ------ |
| 15 045 | 14 900 | 14 821 | 14 742 | 14 597 | 14 472 | 14 372 | 14 036 |

| 2012   | 2013   | 2014   | 2015   | 2016   | 2017   | 2018   | 2019   |
| ------ | ------ | ------ | ------ | ------ | ------ | ------ | ------ |
| 13 613 | 13 303 | 12 913 | 12 675 | 12 518 | 12 314 | 12 108 | 11 890 |

| 2020   | 2021*  | 2023   | - | - | - | - | - |
| ------ | ------ | ------ | - | - | - | - | - |
| 11 850 | 10 895 | 10 627 | - | - | - | - | - |

## Culture

### Évènements culturels, éducation et sports

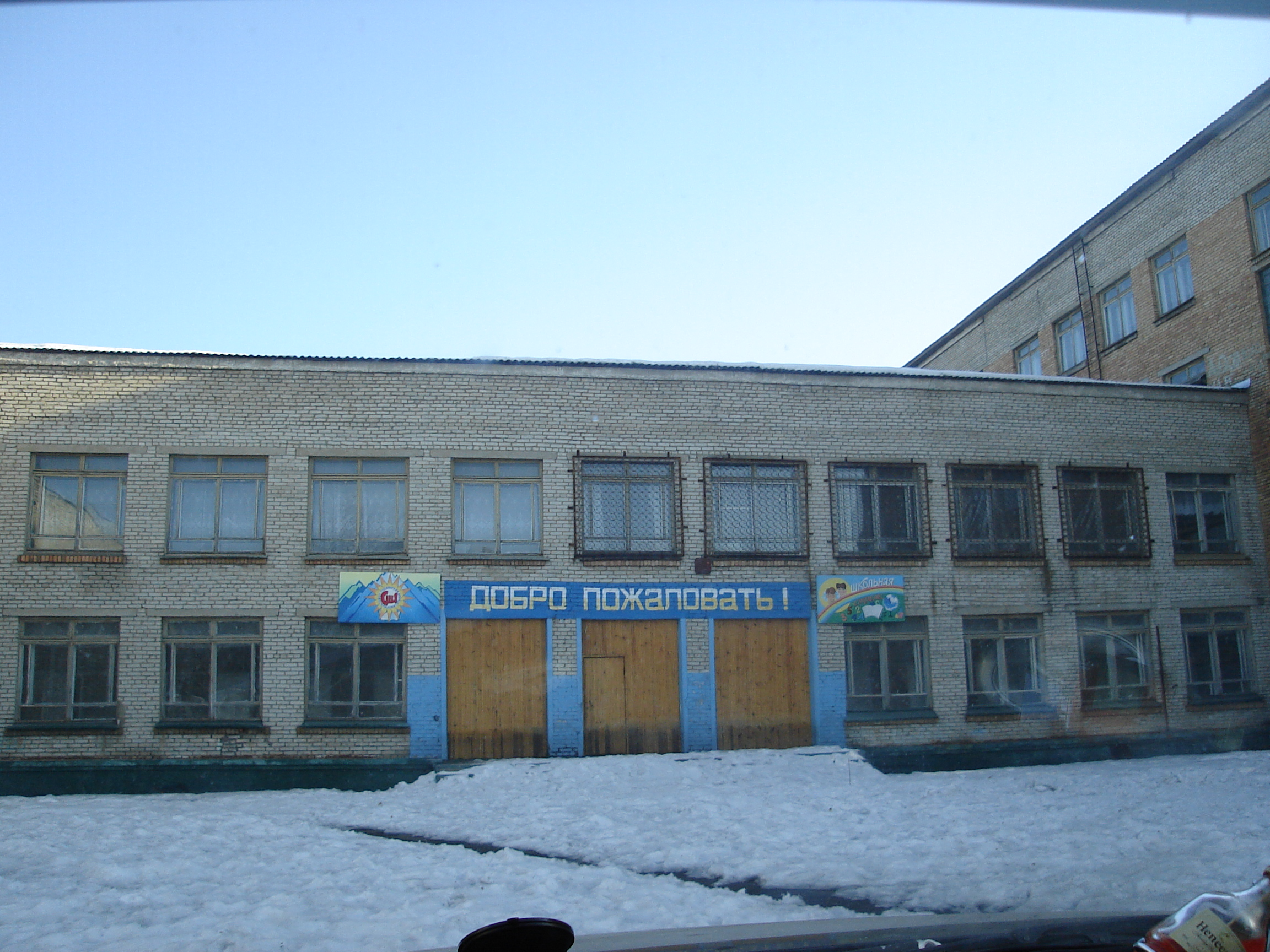
Un bâtiment scolaire à Slavianka.

Slavianka dispose de 4 terrains de sports, d'1 court de tennis, d'une patinoire de hockey, de 6 salles de sports, d'un champ de tir, d'1 base nautique et de deux piscines.
Chaque troisième dimanche de septembre est fêtée la Journée de Slavianka, fête locale avec des évènements culturels et sportifs.
En 2008, il y avait 4 jardins d'enfants, une école secondaire, une école privée, une école d'art, et deux centres éducatifs complémentaires.

### Sites culturels
Plusieurs monuments se trouvent dans le village, inscrits au objets patrimoniaux culturels de Russie avec une importance régionale ou locale. Ils sont liés la plupart au domaine militaire : 
- · fosse commune anonyme ;

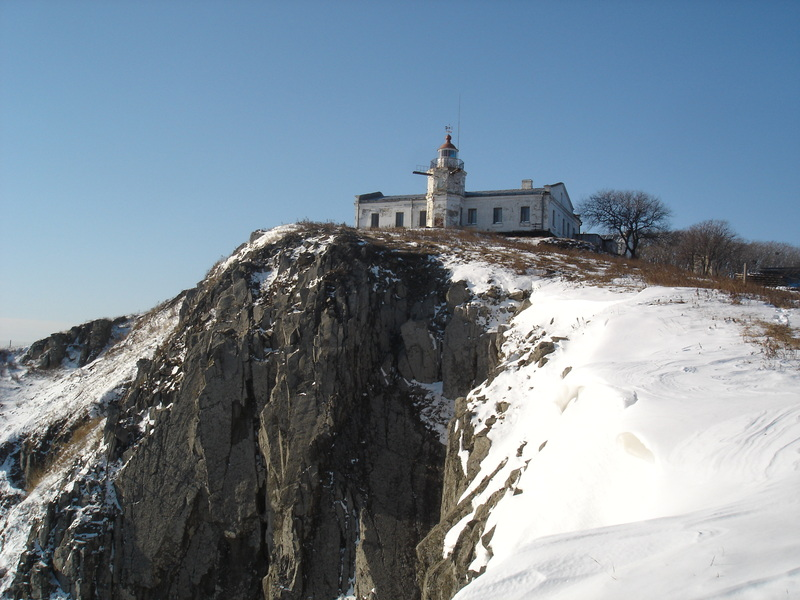
Phare de Bruce.

- tombe du chef de l'avant-poste de Slavianka P.N. Patrakov ;
- · tombe de N.A. Silantiev, mort en Tchétchénie ;
- · tombe du général de division V.S. Kholoda ;
- · monument au général de division V.S. Kholoda ;
- · Mémorial mémoriel du bataille du lac Khassan et de la Seconde Guerre mondiale;
- · char commémoratif MA-1 (T-18) 1930-1938 ;
- · charnier de cinq marins du croiseur cuirassé "Bogatyr" Vladivostok du détachement de navires de Stok
- · plaque commémorative à Matiouchine, militaire décédé en Afghanistan;
- · la tombe du colonel V. Shkarpitko, militaire  décédé dans la ville de Kaspiysk.

Les sites civils classés sont le phare de Bruce et le panneau commémoratif de Slavianka.
Il y a aussi un musée consacré à l'histoire de Slavianka, ainsi qu'une église.

## Économie et transports

### Économie
En 2008, la structure de l'économie locale était à 26 % composée d'entreprises commerciales, automobile, à 15 % de services à la personne, à 14 % du secteur immobilier. Il y avait aussi 11 % venant de l'industrie manufacturière, 11 % des activités de transport, 8 % de l'hôtellerie et de la restauration et 8 % de l'administration publique et de l'Armée.
Cette année-là, 323 entreprises étaient enregistrées à Slavianka, et le salaire annuel moyen était de 15 034,9 roubles par habitant. Il y avait 6 152 personnes employées, pour 200 personnes inscrites au chômage.
Le tourisme n'est pas très développé, même si le village dispose d'une très grande plage sur la baie des Cormorans au sud, ainsi que de la péninsule de Bruce avec ses petites criques pittoresques. Des excursions en mer se font depuis le village. Des sports nautiques se pratiquent l'été. Plusieurs lieux sont destinés à l'hébergement des touristes. Slavianka est adjacente à la réserve naturelle marine de l'Extrême-Orient, qui couvre des parties du littoral du sud du Primorié.
Depuis 2020, Slavianka est le port d'attache de Sea Launch.

### Voies de communication et transports

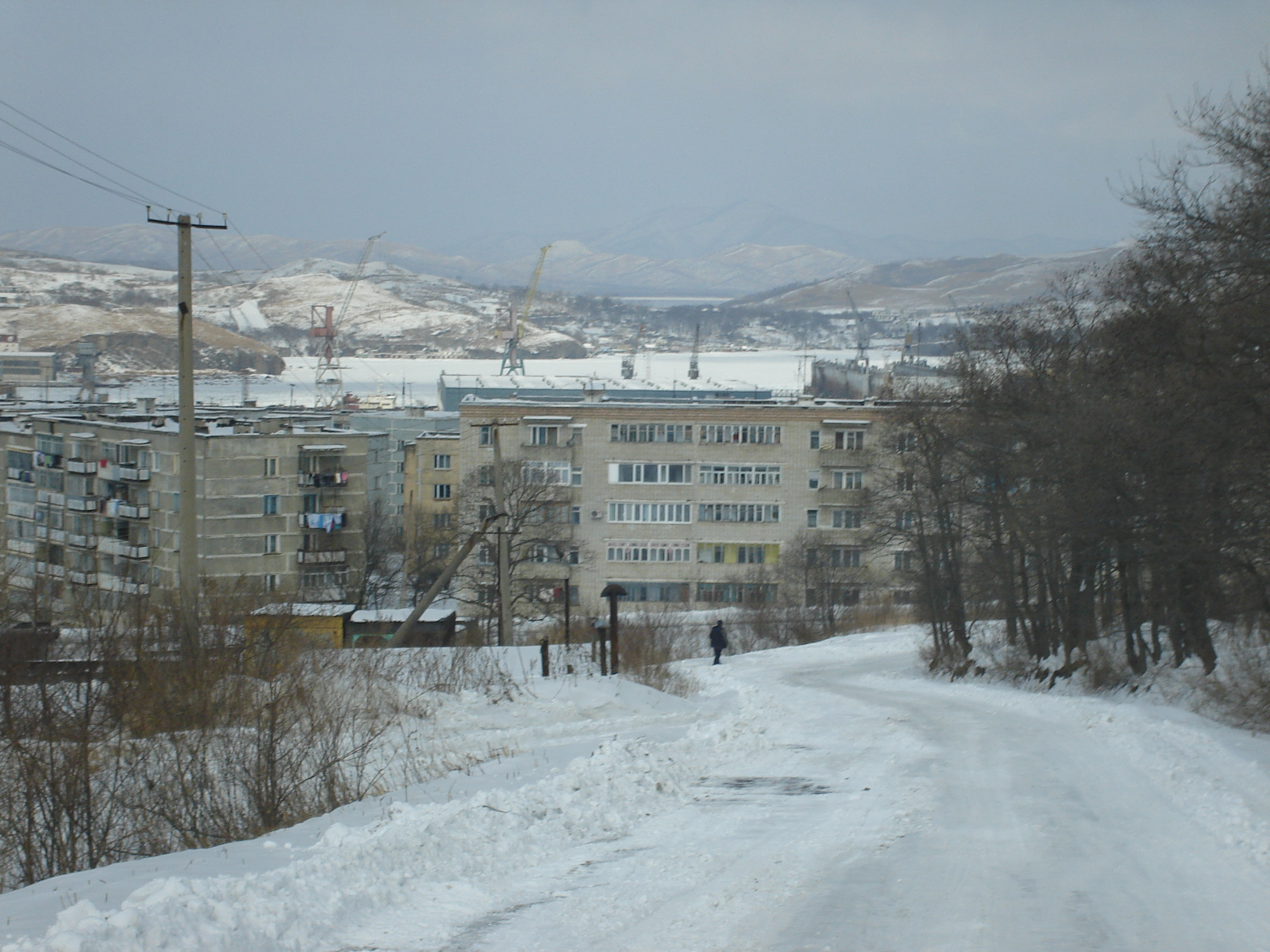
Vue de Slavianka avec des grues portuaires.

L'accès de Slavianka par la route se fait par la 05K-365 en provenance de l'ouest. Orientée suivant un axe est-ouest, elle constitue le seul axe routier menant à la commune, long de 7 km. Cette route se connecte à la 05A-214, ex-route fédérale A189, qui, orientée sur un axe nord-est / sud-ouest relie l'A370 à Khassan et la Corée du Nord. Sur Slavianka, elle est prolongée par la 05-K337 jusqu'au phare de Bruce et par la 05K-376 vers le hameau de Rybak. Des voies communales et des chemins vicinaux permettent de sillonner l’intérieur du territoire de la localité, dont un vers la baie des Cormorans.
La commune urbaine possède sa propre gare, bien que desservie seulement par des trains de marchandises. Les trains de passagers allant d'Oussouriïsk à Khassan s'arrêtent eux à Bambourovo, à une quinzaine de kilomètres au nord du village.
En outre, les autocars régionaux, notamment les lignes 521, 526 et 528 vers Vladivostok ainsi que la 528 vers Oussouriïsk et la 578 vers Kraskino desservent le territoire de la commune urbaine. Slavianka dispose d'ailleurs d'une gare routière en plein centre-ville où terminent ces lignes régionales.
Au sein de la commune urbaine, deux lignes desservent Slavianka et les hameaux de Rybak, Nerpa et Baza Krouglaïa. La ligne 1 dessert Rybak depuis le centre de Slavianka, tandis que la ligne 2 dessert la péninsule de Bruce avec les hameaux de Nerpa et Baza Krouglaïa.
Enfin, un ferry termine à Slavianka depuis Vladivostok, avec trois rotations par semaine dans chaque sens.

## Galerie

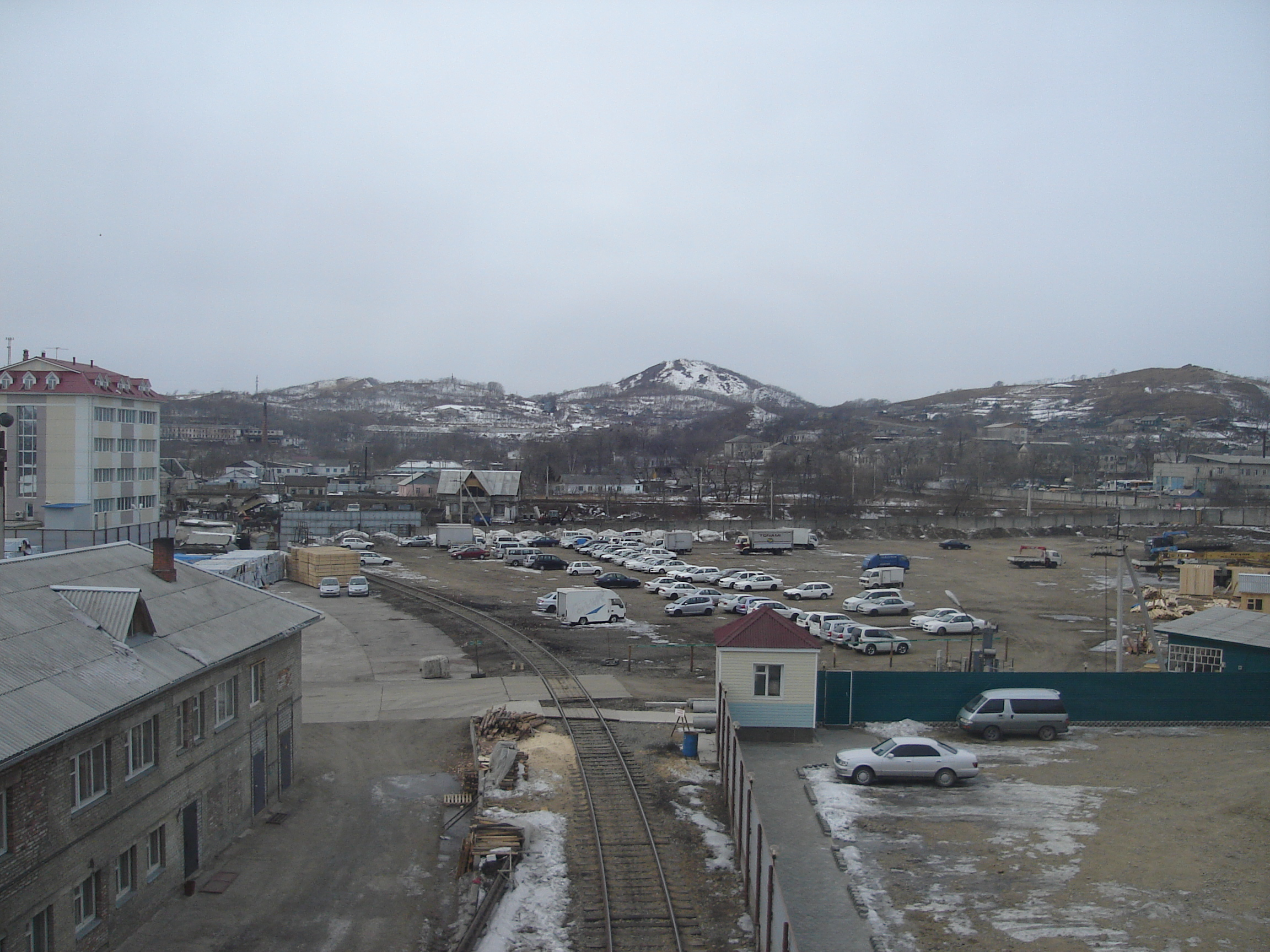
Centre-ville de Slavianka en 2006.
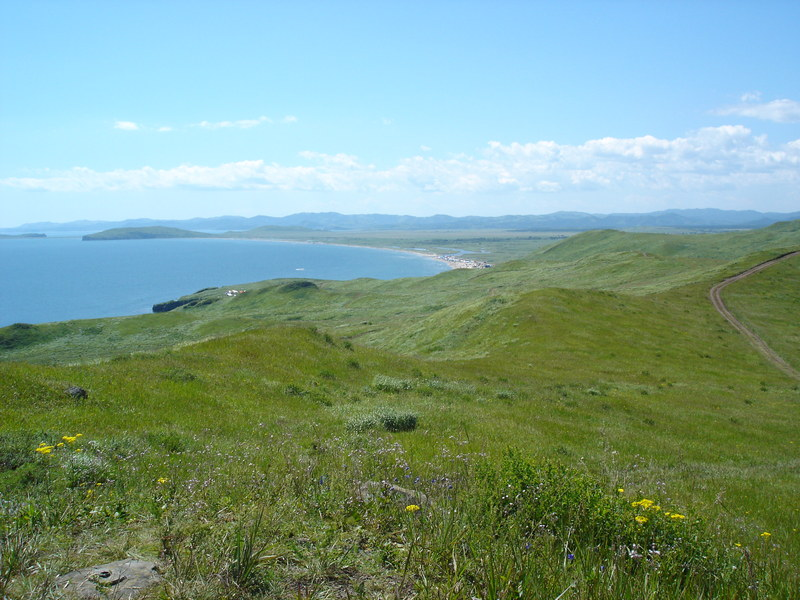
Baie des Cormorans
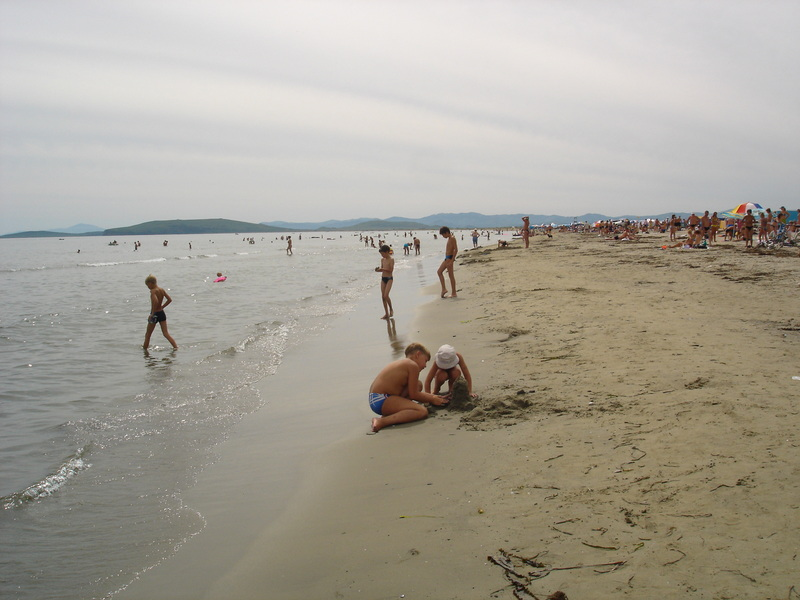
Plage sur la baie des Cormorans en août 2005.
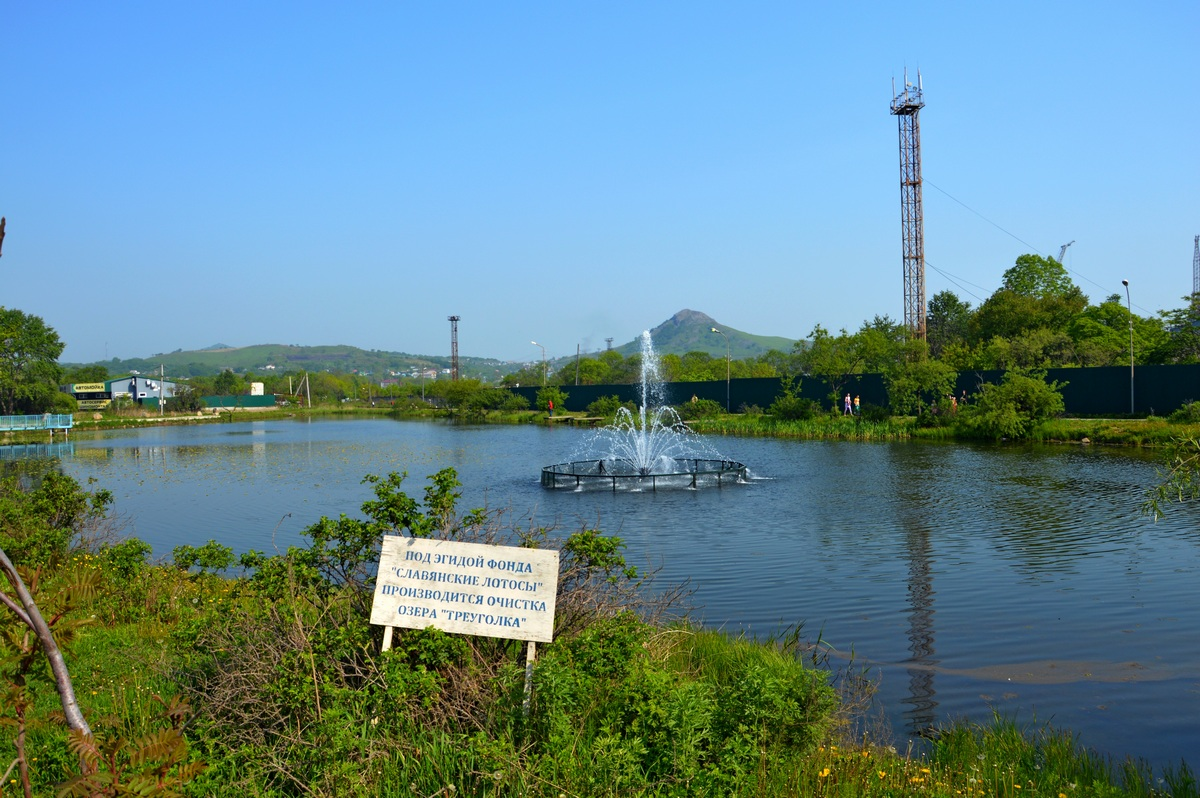
Fontaine en centre-ville.
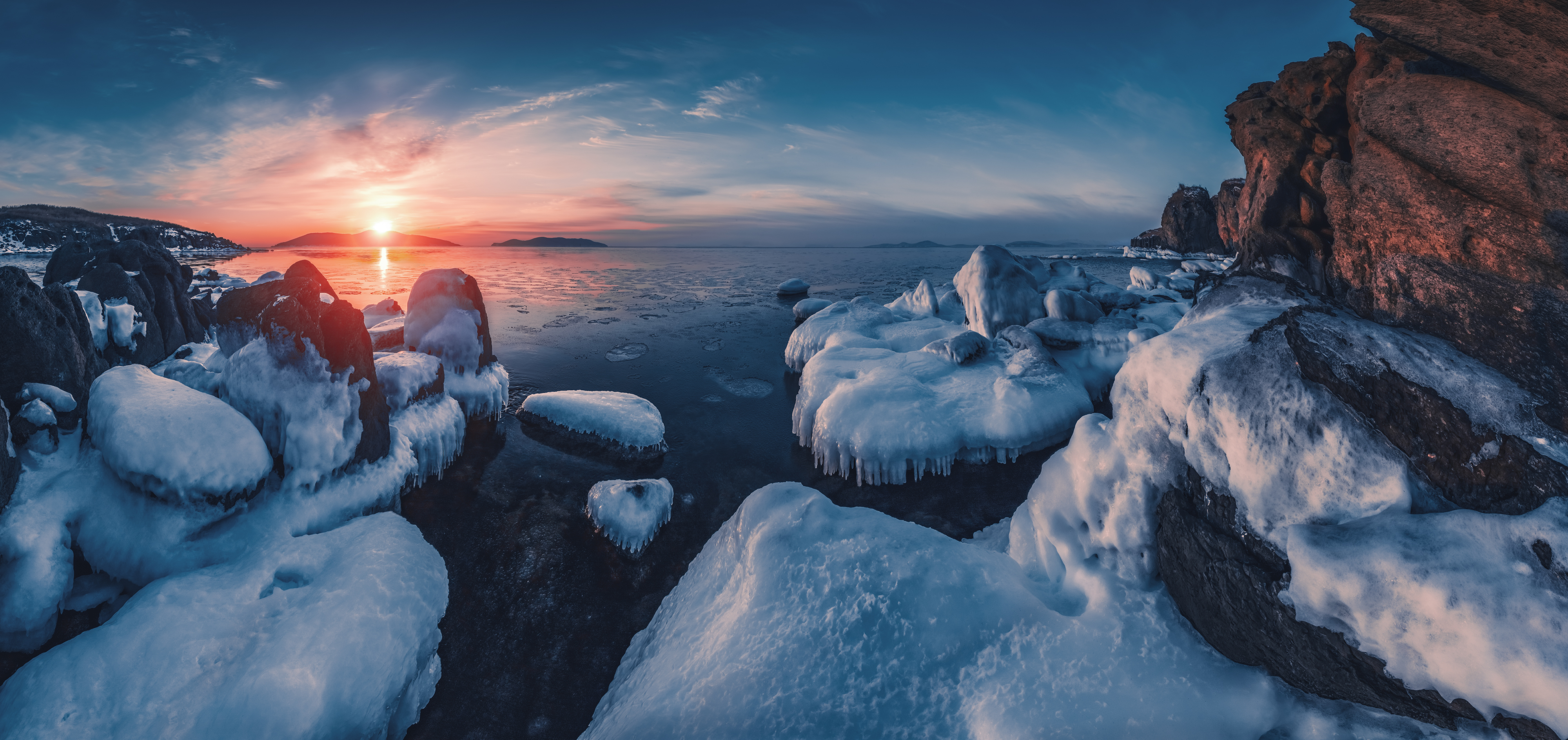
Lever sur la mer du Japon en hiver depuis le rivage méridional de la péninsule.